# 8381 Hauptmann
8381 Hauptmann eller 1992 SO24 är en asteroid i huvudbältet som upptäcktes den 21 september 1992 av den tyske astronomen Freimut Börngen vid Tautenburg-observatoriet. Den är uppkallad efter den tyske nobelpristagaren i litteratur, Gerhart Hauptmann.
Asteroiden har en diameter på ungefär 6 kilometer.